# SK Unitas
SK Unitas var en sportklubb från Helsingfors i Finland, bildad 1905. Unitas spelade den första publika fotbollsmatchen i Finland. Denna match ägde rum i september 1906 mot ett lag från Sankt Petersburg. Unitas deltog i finländska mästerskapet i bandy 1908, som var det första finska mästerskapet i någon lag-bollsport. Klubben vann 1908 även det allra första finländska fotbollsmästerskapet genom besegra Polytekniska SK med 4-1 i finalen.

## Placering tidigare säsonger
| Säsong | Nivå | Liga                    | Placering | Referens |
| ------ | ---- | ----------------------- | --------- | -------- |
| 1908   | 1    | Finländska mästerskapet | 1         | [ 2 ]    |

### Fotnoter
1. ↑  ”Finland - List of League First Level Tables” (på engelska). RSSSF. http://www.rsssf.com/tablesf/finhist.html. Läst 2 november 2015.
2. ↑  http://www.rsssf.com/tablesf/finchamp.html